# Bibliothèque nationale d'Algérie
La Bibliothèque nationale d'Algérie, en abrégé BNA (en arabe: المكتبة الوطنية الجزائرية), est la plus grande bibliothèque publique d'Algérie. Elle est située dans le quartier d'El Hamma à Alger. Les collections de la Bibliothèque nationale d'Algérie se composent de manuscrits, de livres, de journaux et de revues, de cartes et atlas, d’écrits académiques et de sociétés, des publications officielles, des documents musicaux, de fonds littéraires, de documents audio et d’archives d’auteurs. Elle compte d’anciens et rares manuscrits des  XIe siècle et XIIe siècle.

## Histoire

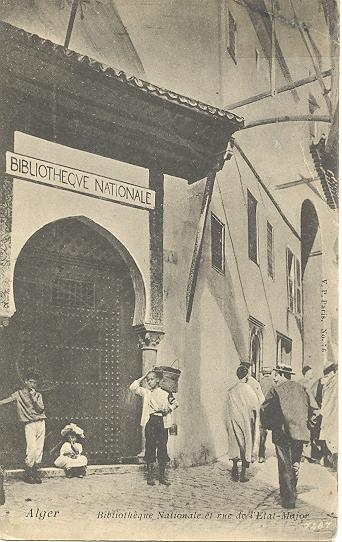
Ancienne Bibliothèque nationale d'Algérie (carte postale ancienne).

Fondée par Adrien Berbrugger en 1835, elle a connu durant un siècle et demi d'existence, différentes mutations et plusieurs sites. Elle avait à sa fondation pour site une maison domaniale, transférée en 1838 vers une caserne dite Caserne des Janissaires, située non loin de la porte de Bab-Azoun d'Alger, transfert dû à l'accroissement des collections. Bibliothèque et musée se retrouvent alors groupés sous une même autorité.
En 1848, la bibliothèque déménage une nouvelle fois en choisissant une maison particulière de style mauresque, mais qui était inadaptée à ses fonctions. En 1863, un nouveau déménagement s'est imposé, et les collections de la Bibliothèque Nationale sont alors transférées vers l'ancienne résidence du dey Mustapha Pacha située au cœur de la Casbah. Mais ce palais ne répondait pas aux exigences d'une bibliothèque moderne de l'époque, et c'est en 1947 que fut décidée la construction d'une bibliothèque moderne répondant aux exigences de l'heure. Ce projet ne sera adopté et mis en œuvre qu'en 1954 et quatre ans plus tard, le 12 mai 1958, la Bibliothèque nationale d'Algérie s'installe dans son nouveau bâtiment conçu selon les normes de fonctionnalité alliant style et modernité. Sa nouvelle demeure sur la colline des Tagarins, au boulevard Frantz-Fanon, surplombant la baie d'Alger.
À la suite de l'incendie qui a ravagé la bibliothèque universitaire, incendie perpétré par l'OAS le 7 juin 1962, la Bibliothèque Nationale a dû abriter le fonds patrimonial de la BU pour le sauver.
L'avènement des techniques modernes rend nécessaire la réalisation d'un édifice digne de la Bibliothèque nationale d'Algérie. C'est ainsi que fut lancé au début des années 1980 le projet de construction d'une nouvelle bibliothèque, et qui n'a été entamé qu'en 1986. Le 1er novembre 1994, la nouvelle Bibliothèque nationale d'Algérie est inaugurée. Mais la totalité de ses espaces ne furent ouverts au grand public que le 16 avril 1998.
En 2023, une plateforme numérique algérienne nommée Fahrassa a été lancée par la bibliothèque nationale, dédiée à l'édition de livres et conçue pour accompagner les éditeurs dans leurs démarches administratives et professionnelles (dépôt légal). Elle vise à simplifier et moderniser les processus d'édition en Algérie en digitalisant les services de la Bibliothèque nationale, et s'inscrit dans le cadre de la loi 15-13 relative à l'édition, notamment son article 8 portant sur le respect de l'éthique professionnelle.
Le 21 janvier 2025, la Bibliothèque nationale algérienne a annoncé le lancement d'un portail numérique spécialement consacré aux manuscrits et aux œuvres rares, dans le cadre de sa stratégie de numérisation à grande échelle. Ce nouvel outil est destiné à faciliter l'accès des chercheurs et des amateurs de patrimoine écrit à ces fonds précieux.

## Description
Elle est située au centre d'Alger, à la rue Mohamed-Belouizdad (ex-Belcourt) du côté sud, en contrebas de la colline des Anassers, reliant l'est à l'ouest. Par le nord donnant sur la rue Hassiba-Ben-Bouali et jouxtant le jardin d'essai.
La bibliothèque nationale algérienne occupe un site de 67 000 m2. La surface totale du bâtiment est de 63 257 m2, répartie sur 13 niveaux dont six réservés au stockage de plus de 10 millions de volumes sur une longueur de 170 km linéaires de rayonnages. Les activités bibliothéconomiques occupent deux niveaux et l'administration en occupe un. Les quatre autres sont destinés aux différents types de publics.
La bibliothèque a une capacité d'accueil de 2 500 lecteurs à la fois.
Par l'installation de ses antennes et l'ouverture des annexes, à travers tout le territoire national, la Bibliothèque Nationale d’Algérie vise un travail de proximité dans la vulgarisation de la lecture publique et la promotion du livre. Par cette initiative.
Ouverte aux publics du samedi au jeudi de 8h30 à 20h30, et le vendredi de 15h à 20h, elle met à sa disposition plusieurs salles:
- a) Quatre salles de lecture d'une capacité de 450 places
  - Une grande salle de lecture publique
  - Une deuxième consacrée aux scientifiques
  - Une troisième aux non-voyants
  - Une quatrième aux chercheurs
- b) Une salle des périodiques
- c) Un service des manuscrits et des ouvrages rares
- d) Un village électronique
- e) Un service audiovisuel
- f) Une bibliothèque pour enfants et jeunes
- g) Un service d'animation et activités culturelles.

## Collections

### Fonds
En 2020, les estimations des fonds de la bibliothèque sont les suivantes:
| Fonds                               | Volume/Nombre   | Observations |
| ----------------------------------- | --------------- | --- |
| Fonds international                 | 560 000         | |
| Fonds arabe                         | 380 000         | |
| Manuscrits                          | 5 028           | dont le plus ancien, datant du IIᵉ siècle de l’Hégire, présente quelques versets coraniques tracés en calligraphie koufique irakienne sur peau de gazelle. |
| Ouvrages rares                      | 4 401           | dont un manuscrit médical rare, Le Canon de la médecine – Livre IV, rédigé par le savant et médecin perse Avicenne (Ibn Sina), et détenu par Mouaffaq al-Din Ibn al-Mutran, également connu sous le nom d’Assaad ibn Elias ibn Jirjis, médecin personnel du sultan Selahedînê Eyûbî. |
| Livres rares du fonds maghrébin     | 41 057          | dont un manuscrit intitulé Wasitat al-suluk fi siyasat al-muluk, écrit par le sultan du royaume zianide Abou Hammou Moussa II qui a régné de 1359 à 1389 |
| Ouvrages de référence               | 518             | |
| Catalogue des manuscrits par pays   | 340             | |
| Fonds maghrébin                     | 103 517         | |
| Fonds organisations internationales | 54 526          | |
| Périodiques                         | 200 000 volumes | |
| Ouvrages en braille                 | 23 322          | |
| Affiches                            | 9 000           | |
| Cartes géographiques                | 2 000           | |
| Cartes géologiques                  | 50              | |
| Cartes postales                     | 2 000           | |
| Estampes                            | 1 000           | |
| Photos APS                          | 17 000          | |
| Photos anciennes                    | 200             | |
| Reproductions de tableaux           | 800             | |
| Bandes magnétiques                  | 120             | |
| Diapositives                        | 2 000           | |
| Disques                             | 3 000           | |
| Microfiches                         | 400             | |
| Microfilms                          | 2 500           | |
| Échanges et donations               | 2 000 000       | |

### Dons et acquisitions
En plus de la gestion du dépôt légal qui est assurée par la bibliothèque nationale conformément aux dispositions de l'ordonnance 16-96 du 2 juillet 1996, ses collections sont également constituées à l'aide d'autres sources tels que les achats, les dons et legs.
Le poète Jean Sénac a fait don à la bibliothèque nationale de son fonds d’archives et qui a été établi par testament olographe en date du 2 mai 1973.
En 2005, sept manuscrits datant environ des XVIe et XVIIe siècles ont été achetés par la bibliothèque nationale auprès des particuliers nationaux dans le cadre de sa politique d'acquisition.
En 2006, l'ancien ministre des Affaires étrangères Ahmed Taleb Ibrahimi a fait don à la bibliothèque nationale de sa bibliothèque personnelle constituée de 10 000 livres.
La famille du défunt Mohamed Messaief, universitaire et spécialiste en critique littéraire, a remis en 2007 à titre de don à la bibliothèque nationale, sa bibliothèque personnelle.
En 2008, la famille du défunt Abdellatif Soltani, qui était membre de l´Association des oulémas musulmans algériens, a fait don à la bibliothèque nationale, de sa bibliothèque personnelle qui compte quelque 2 000 ouvrages en fiqh, charia, langues et littérature ainsi que des périodiques.
En 2009, 164 manuscrits anciens datant des IXe, XIe et XIIe siècles, ont été acquis par la Bibliothèque nationale.
L'ancien ministre de l'Éducation nationale, Mustapha Benamar, a fait en 2015, un don de 68 manuscrits d'auteurs orientalistes, puis en 2018, il a fait un deuxième don de 91 manuscrits anciens qui sont dans leur majorité des œuvres originales ou des apographes d'auteurs algériens.
En 2017, 600 documents d’archives de valeur sur l’Algérie et l’Afrique en général remontant à la période de la Régence d'Alger et aux premières années de la colonisation française, constitués de livres, photographies, manuscrits et cartes géographiques ont été acquis par la bibliothèque nationale lors d'une vente aux enchères organisée par la maison Marambat de Malafosse à Toulouse en France,.
La famille du défunt Ali Kafi, ancien président du Haut Comité d'État, a fait don à la bibliothèque nationale d’Algérie en 2018, de quelque 1 093 livres et 133 disques de 45 tours et 33 tours, du patrimoine musical algérien, arabe et maghrébin.
La famille du défunt Cheikh Bouamrane, ancien ministre de la Culture et de la communication, a fait don de 2 783 livres à la bibliothèque nationale, en 2018.
En 2019, l'ambassade du Japon en Algérie a remis à la Bibliothèque nationale, une quarantaine de livres sur la culture japonaise, des livres pour les enfants, ainsi que quelques œuvres de manga.
| Donateur / Origine                                               | Année | Contenu du fonds |
| ---------------------------------------------------------------- | ----- | --- |
| Jean Sénac (par testament olographe)                             | 1973  | Fonds d'archives du poète, comprenant notamment des manuscrits, couvrant les périodes algériennes de 1926 à 1950 et de 1962 à 1973 |
| Acquisition auprès de particuliers nationaux                     | 2005  | Sept manuscrits datant des XVIᵉ–XVIIᵉ siècles |
| Ahmed Taleb Ibrahimi                                             | 2006  | Bibliothèque personnelle (~10 000 livres) |
| Famille Mohamed Messaief                                         | 2007  | Bibliothèque personnelle (critique littéraire) |
| Famille Abdellatif Soltani                                       | 2008  | Bibliothèque personnelle (~2 000 ouvrages en fiqh, charia, langues, littérature + périodiques) |
| Acquisition (institutionnelle)                                   | 2009  | 164 manuscrits anciens des IXᵉ, XIᵉ et XIIᵉ siècles |
| Mustapha Benamar                                                 | 2015  | Don de 68 manuscrits d’auteurs orientalistes |
| Mustapha Benamar                                                 | 2018  | Don de 91 manuscrits anciens (originaux ou copies d'auteurs algériens), couvrant près de six siècles d'histoire de l'Algérie. Parmi les auteurs représentés figurent Ibn Rachik al-Messili (IVe siècle de l’hégire), connu pour ses ouvrages de littérature et de poésie consacrés à la ville de Kairouan ; Mohamed ibn Youssef Sanoussi, doyen des savants de Tlemcen au IXe siècle ; Abderrahman et-Thaâlibi, illustre érudit des VIIIe et IXe siècles ; Abou Ras Enaceri El-Mouâaskari, auteur notamment de récits de voyage ; Ahmad al-Wansharisi ; Ali Ben Ma‘soum Ben Abi Dhar al-Qala‘i, un savant spécialisé en calcul et l’un des grands jurisconsultes de l’école chaféite ; ainsi qu'Abderrahmane al-Akhdari. |
| Acquisition vente aux enchères (Marambat de Malafosse, Toulouse) | 2017  | 600 documents d’archives (livres, photos, manuscrits, cartes géographiques) sur l’Algérie et l’Afrique |
| Famille Ali Kafi                                                 | 2018  | 1 093 livres + 133 disques (patrimoine musical algérien, arabe et maghrébin) |
| Famille Cheikh Bouamrane                                         | 2018  | 2 783 livres |
| Ambassade du Japon en Algérie                                    | 2019  | ~40 livres sur la culture japonaise, livres jeunesse & mangas |

## Données et contenus numériques
La Bibliothèque nationale d'Algérie a entamé un programme ambitieux de restauration et de numérisation des manuscrits, dont un tiers a déjà été traité grâce à des techniques modernes encadrées par des experts spécialisés. Un objectif de 30 000 documents manuscrits à restaurer est fixé pour l'année 2025, dans la continuité des 17 000 documents déjà restaurés en 2024 par la Bibliothèque nationale et le Centre national du manuscrit d'Adrar. Ces efforts s'inscrivent dans une stratégie nationale de sauvegarde du patrimoine écrit, menée en coordination avec plusieurs institutions, et visant également à faciliter l'accès des chercheurs à ces contenus. Le site web biblionat.dz, intégré au dispositif de diffusion des données ouvertes en Algérie, donne ainsi accès aux informations et documents numérisés concernant les auteurs, leurs œuvres et leurs publications. Il regroupe les descriptifs de plusieurs catalogues de la Bibliothèque nationale d'Algérie, dont certains ne sont consultables que par un portail dédié (notamment le Catalogue général et le Catalogue des manuscrits), assurant une meilleure visibilité et accessibilité via les moteurs de recherche,,.

## Accès
- Le téléphérique du Mémorial permet de rejoindre la bibliothèque depuis le Jardin d'essai.
- La station du métro du jardin d'essai permet de rejoindre la bibliothèque.
- Par bus via la ligne N°4, à la station Jardin d'essai du Hamma.

## Directeurs
- Adrien Berbrugger (1835-1869)
- Oscar Mac Carthy (1869-1891)
- Émile Maupas (1891-1916)
- M. Bojeron, par délégation (1916-1920)
- Gabriel Esquer (1920-1948)
- Germaine Lebel (1948-1962)
- Mahmoud-Agha Bouayed (1962-1991)
- Abdelkrim Badjadja (1991-1992)
- Abdelatif Rahal (1992-1994)
- Aissa Moussa Mohamed (1994-2000)
- Miloud Abbas (2000-2001)
- Abdellah Besseriani (2001-2002)
- Amin Zaoui (2002-2008)
- Sid Ahmed Oussadit (2008-2010)
- Azzedine Mihoubi (2010-2012)
- Sid Ahmed Oussadit (2012-2013)
- Madjid Dahmane (2014-2015)
- Yasser Arafat Gana (2015)[28].
- Hayet Gouni (2015-2020)
- Mounir Behadi (2020-)[29].